# Nekrolog 3. Quartal 1951
Nekrolog
◄◄
| ◄
| 1947
| 1948
| 1949
| 1950
| 1951 | 1952 | 1953 | 1954 | 1955 | ► | ►►
1. Quartal |
2. Quartal |
3. Quartal |
4. Quartal 1951
Weitere Ereignisse | Allgemeiner Nekrolog 1951
Die Beschreibung der verstorbenen Person sollte so kurz wie möglich gehalten sein und nur deren signifikante Tätigkeit(en) enthalten.
Neue Namen ggf. auch unter dem Geburts- und Sterbedatum, also etwa unter 1. Januar und im Geburts- und Sterbejahr (2024) eintragen (nur bei entsprechender großer Wichtigkeit). Für Beispiele siehe die schon vorhandenen Artikel.
Außerdem über die fünf zuletzt Verstorbenen, zu denen es einen ausreichend guten Artikel für eine Präsentation auf der Hauptseite gibt, nach der todesbedingten Überarbeitung der Artikel ggf. auch unter Wikipedia Diskussion:Hauptseite informieren und sie am besten auch in den anderen Wikipedia-Sprachversionen eintragen. Tipp: Regelmäßig bei news.google.de nach „ist tot“, „gestorben“ oder „verstorben“ suchen.
Wenn eine Person gestorben ist, gibt es viele Seiten zu dieser Person in der Wikipedia, die davon auch betroffen sind und entsprechend aktualisiert werden müssen. Beispiele: Namenübersichtsseite, Geburtsjahr, Geburtsort-Seiten und viele mehr.
Wie finde ich die betroffenen Seiten?
Im Suchfeld auf der linken Seite gibt man den Suchbegriff so ein: „Vorname Nachname“. Dann klickt man auf Volltext und alle Seiten mit entsprechendem Suchtext werden aufgerufen. Hier sieht man dann schnell, wo auch das Todesjahr Sinn macht oder sogar ein Teil des Artikels angepasst werden muss. Auch hilft das „Werkzeug“ auf der linken Seite sehr gut, um solche Seiten aufzufinden: „Links auf diese Seite“. Somit ist die Wikipedia wieder aktuell in allen Bereichen! Hinweis: bei Eintragung der Kategorie „Gestorben JAHR“ wird der Missbrauchsfilter 49 ausgelöst, was jedoch nicht schlimm ist. Siehe: Spezial:Missbrauchsfilter/49
Dies ist eine Liste von im dritten Quartal 1951 verstorbenen bekannten Persönlichkeiten. Die Einträge erfolgen innerhalb der einzelnen Daten alphabetisch sortiert. Tiere sind im Nekrolog für Tiere zu finden.

## Juli
| Tag      | Name                                       | Beruf, bekannt als                                                                                            | Alter | Beleg |
| -------- | ------------------------------------------ | --- | ----- | ----- |
| 1. Juli  | John Theodore Buchholz                     | US-amerikanischer Botaniker                                                                                   | 62    |       |
| 1. Juli  | Dugald C. Jackson                          | amerikanischer Elektroingenieur                                                                               | 86    |       |
| 1. Juli  | Harry Jackson                              | australischer Politiker, Sprecher des South Australian House of Assembly                                      | 77    |       |
| 1. Juli  | Johannes Klöcking                          | deutscher Pädagoge und Heimatforscher                                                                         | 67    |       |
| 1. Juli  | Heinrich Kriege                            | deutscher Gewerkschaftssekretär                                                                               | 48    |       |
| 1. Juli  | Poul Sørensen                              | dänischer Radrennfahrer                                                                                       | 44    |       |
| 2. Juli  | Beatrice Hill-Lowe                         | britische Bogenschützin                                                                                       | 83    |       |
| 2. Juli  | Heinz Lampe                                | deutscher Politiker (NSDAP), MdR                                                                              | 55    |       |
| 02. Juli | Charles MacLeod-Robertson                  | britischer Segler                                                                                             | 81    |       |
| 2. Juli  | Ferdinand Sauerbruch                       | deutscher Chirurg und Hochschullehrer                                                                         | 75    |       |
| 3. Juli  | Paul Baader                                | deutscher Oberst, Ritter des Ordens Pour le Mérite                                                            | 79    |       |
| 3. Juli  | Tadeusz Borowski                           | polnischer Schriftsteller                                                                                     | 28    |       |
| 3. Juli  | Gwendoline Davies                          | walisische Sammlerin und Mäzenin                                                                              | 69    |       |
| 3. Juli  | Ladislav Malý                              | tschechoslowakischer Beamter und Soldat                                                                       | 30    |       |
| 3. Juli  | Hans von Ostau                             | preußischer Landwirt und Politiker                                                                            | 87    |       |
| 3. Juli  | Ljubo Wiesner                              | kroatischer Dichter und Übersetzer                                                                            | 66    |       |
| 4. Juli  | Francisco Boix                             | republikanischer Spanier, der im KZ Mauthausen inhaftiert war                                                 | 30    |       |
| 4. Juli  | Paul Steinert                              | deutscher Gewerkschafter und Politiker (SPD), MdL                                                             | 63    |       |
| 4. Juli  | Ludwig Ziehen                              | deutscher Altphilologe                                                                                        | 80    |       |
| 5. Juli  | Rudolf Beirer                              | österreichischer Politiker (CS), Mitglied des Bundesrates                                                     | 80    |       |
| 5. Juli  | Archibald Clark Kerr, 1. Baron Inverchapel | britischer Diplomat                                                                                           | 69    |       |
| 5. Juli  | James Norman Hall                          | US-amerikanischer Autor                                                                                       | 64    |       |
| 5. Juli  | Albert Hetényi Heidelberg                  | ungarischer Komponist für Operette, Kabarett und Chanson                                                      | 76    |       |
| 5. Juli  | August Ludwig                              | evangelischer Pfarrer, deutscher Imker, Mundartdichter                                                        | 83    |       |
| 5. Juli  | Friedrich Mehmel                           | deutscher klassischer Philologe                                                                               | 40    |       |
| 5. Juli  | Ludwig Ruland                              | deutscher katholischer Geistlicher und Moraltheologe                                                          | 77    |       |
| 6. Juli  | Otto Dingeldein                            | deutscher Philologe, Gymnasialprofessor und Fachbuchautor                                                     | 90    |       |
| 6. Juli  | Heinrich Hencky                            | deutscher Ingenieur                                                                                           | 65    |       |
| 6. Juli  | Josef Stoitzner                            | österreichischer Maler und Grafiker                                                                           | 67    |       |
| 7. Juli  | Luli von Bodenhausen                       | deutschamerikanische Schauspielerin und Autorin                                                               | 48    |       |
| 7. Juli  | Ludwig Heck                                | deutscher Biologe und Zoodirektor                                                                             | 90    |       |
| 7. Juli  | Olga Krona                                 | Theaterschauspielerin                                                                                         | 78    |       |
| 7. Juli  | Friedrich Lehne von Lehnsheim              | österreichischer Beamter und Leiter des k.k. Ministeriums für Landesverteidigung                              | 81    |       |
| 7. Juli  | Camillo Pavanello                          | italienischer Turner                                                                                          | 71    |       |
| 7. Juli  | Rudolf Vallazza                            | Südtiroler Bildhauer                                                                                          | 62    |       |
| 8. Juli  | Willy Gervin                               | dänischer Bahnradsportler                                                                                     | 47    |       |
| 8. Juli  | Joseph-Jean Goulet                         | kanadischer Violinist, Dirigent und Musikpädagoge                                                             | 81    |       |
| 8. Juli  | Elisabeth Granier                          | deutsche Lehrerin und Schulleiterin                                                                           | 81    |       |
| 8. Juli  | Robert Klauser                             | Landrat | 84    |       |
| 8. Juli  | Eva Klemperer                              | deutsche Konzertpianistin, Organistin, Malerin und literarische Übersetzerin                                  | 68    |       |
| 8. Juli  | Angelus Kupfer                             | 34. Abt der Benediktinerabtei Ettal                                                                           | 51    |       |
| 8. Juli  | Viktor Petschnik                           | österreichischer Politiker (SPÖ), Abgeordneter zum Nationalrat                                                | 51    |       |
| 8. Juli  | Walter Trier                               | Illustrator                                                                                                   | 61    |       |
| 9. Juli  | Giannina Arangi-Lombardi                   | italienische Opernsängerin (Sopran) der 1920er und 1930er Jahre                                               | 60    |       |
| 9. Juli  | Jørgen Bentzon                             | dänischer Komponist                                                                                           | 54    |       |
| 9. Juli  | Hans Hauschulz                             | deutscher Politiker (SED)                                                                                     | 38    |       |
| 9. Juli  | Harry Heilmann                             | US-amerikanischer Baseballspieler                                                                             | 56    |       |
| 9. Juli  | Albert von der Kammer                      | deutscher Unternehmer, Prediger und Autor                                                                     | 90    |       |
| 10. Juli | Ludwig Fraenkel                            | deutscher Gynäkologe                                                                                          | 81    |       |
| 11. Juli | Heinrich Többen                            | deutscher forensischer Psychiater, Rechtsmediziner und Hochschullehrer                                        | 71    |       |
| 12. Juli | Louis van Vuuren                           | niederländischer Wirtschafts- und Sozialgeograph                                                              | 77    |       |
| 13. Juli | Otto Baumann                               | deutscher Offizier und später Kommunalpolitiker                                                               | 72    |       |
| 13. Juli | Karl Keller                                | Oberbürgermeister von Gießen                                                                                  | 72    |       |
| 13. Juli | Arnold Schönberg                           | österreichisch-amerikanischer Komponist, Musiktheoretiker, Kompositionslehrer, Maler, Dichter und Erfinder    | 76    |       |
| 13. Juli | Nikolaus Welter                            | luxemburgischer Schriftsteller, Literaturwissenschaftler und Staatsmann                                       | 80    |       |
| 14. Juli | Dario Ambrosini                            | italienischer Motorradrennfahrer                                                                              | 33    |       |
| 14. Juli | Otto Antoine                               | deutscher Maler                                                                                               | 85    |       |
| 14. Juli | Hermann Bücher                             | deutscher Beamter und Industriemanager                                                                        | 68    |       |
| 14. Juli | Stefan Iwanow                              | bulgarischer Maler                                                                                            | 75    |       |
| 14. Juli | Sammy Jones                                | australischer Cricketspieler                                                                                  | 89    |       |
| 14. Juli | Sidney Merlin                              | britischer Botaniker und Sportschütze                                                                         | 95    |       |
| 14. Juli | Hans Priebe                                | deutscher Prähistoriker                                                                                       | 45    |       |
| 15. Juli | Celadet Ali Bedirxan                       | kurdischer Schriftsteller, Linguist, Journalist und ein Politiker                                             | 58    |       |
| 15. Juli | Franz Hoffmann                             | deutscher Architekt                                                                                           | 67    |       |
| 15. Juli | Georges Kopp                               | belgischer Ingenieur, der als Freiwilliger auf Seiten der Republik im Spanischen Bürgerkrieg kämpfte          |       |       |
| 15. Juli | ŌI Kikutarō                                | japanischer Offizier, Direktor der Militärakademie und Militärattaché                                         | 87    |       |
| 15. Juli | Euchar Albrecht Schmid                     | deutscher Verleger                                                                                            | 66    |       |
| 15. Juli | Rudolf Winderlich                          | deutscher Chemiedidaktiker und Chemiehistoriker                                                               | 75    |       |
| 16. Juli | Carsten Bruun                              | norwegischer Sportschütze                                                                                     | 82    |       |
| 16. Juli | Andreas von Morsey                         | österreichischer Hof- und Staatsbeamter                                                                       | 63    |       |
| 16. Juli | Carl Wendel                                | deutscher Klassischer Philologe, Bibliothekar und Buchwissenschaftler                                         | 76    |       |
| 17. Juli | Rudolf von Bassewitz                       | deutscher Diplomat                                                                                            | 69    |       |
| 17. Juli | Louis Franck                               | deutscher Politiker                                                                                           | 82    |       |
| 17. Juli | Emil Kroymann                              | deutscher Klassischer Philologe und Gymnasialdirektor                                                         | 85    |       |
| 17. Juli | Riad as-Solh                               | libanesischer Ministerpräsident                                                                               |       |       |
| 18. Juli | Elisabeth Harbers                          | deutsche Landschaftsmalerin                                                                                   | 88    |       |
| 19. Juli | Max Ettinger                               | österreichisch-deutsch-schweizerischer Komponist und Dirigent                                                 | 76    |       |
| 19. Juli | Edgar Howard                               | US-amerikanischer Politiker                                                                                   | 92    |       |
| 19. Juli | Arthur Imhausen                            | deutscher Chemiker, Unternehmer und Erfinder                                                                  | 66    |       |
| 19. Juli | Jakob Kropp                                | deutscher Radrennfahrer                                                                                       | 33    |       |
| 19. Juli | Max Schewe                                 | deutscher Maler, Zeichner und Graphiker                                                                       | 55    |       |
| 19. Juli | Hermann Wolfradt                           | deutscher Sozialpolitiker und Sozialfunktionär                                                                | 63    |       |
| 20. Juli | Abdallah ibn Husain I.                     | Emir, dann König von (Trans-)Jordanien (1921–1951)                                                            |       |       |
| 20. Juli | Johanna Loisinger                          | österreichische Opernsängerin (Sopran) und Klaviervirtuosin                                                   | 86    |       |
| 20. Juli | Wilhelm von Preußen                        | Kronprinz des Deutschen Reiches, Chef des Hauses Hohenzollern (1941–1951)                                     | 69    |       |
| 21. Juli | Georgi Dmitrijewitsch Alexejew             | russisch-sowjetischer Bildhauer                                                                               | 70    |       |
| 21. Juli | Fred Angermayer                            | österreichisch-deutscher Schriftsteller, Dramatiker und Drehbuchautor                                         | 61    |       |
| 21. Juli | Marion Aye                                 | US-amerikanische Theater- und Filmschauspielerin                                                              | 48    |       |
| 21. Juli | Boris Alexandrowitsch Bachmetjew           | russischer Ingenieur und Diplomat                                                                             |       |       |
| 21. Juli | Otto Schmitt                               | deutscher Kunsthistoriker                                                                                     | 60    |       |
| 22. Juli | Clara Katharina Pollaczek                  | österreichische Schriftstellerin von Unterhaltungsliteratur und Theaterstücken                                | 76    |       |
| 22. Juli | Edward Alsworth Ross                       | US-amerikanischer Soziologe                                                                                   | 84    |       |
| 22. Juli | Forrest P. Sherman                         | Admiral der US Navy                                                                                           | 54    |       |
| 23. Juli | Robert J. Flaherty                         | US-amerikanischer Filmregisseur und Dokumentarfilmer                                                          | 67    |       |
| 23. Juli | Edith Landmann                             | deutsche Philosophin                                                                                          | 73    |       |
| 23. Juli | Philippe Pétain                            | französischer General und Präsident des Vichy-Regimes                                                         | 95    |       |
| 23. Juli | Heinrich Remlinger                         | deutscher Oberst im Zweiten Weltkrieg                                                                         | 37    |       |
| 23. Juli | Adam Stefan Sapieha                        | polnischer Geistlicher, Erzbischof von Krakau und Kardinal der römischen Kirche                               | 84    |       |
| 23. Juli | Richard Graf von Schwerin                  | deutscher Offizier, zuletzt Generalleutnant im Zweiten Weltkrieg                                              | 59    |       |
| 24. Juli | Albert C. Barnes                           | amerikanischer Arzt, Chemiker, Pharmazeut, Kunstsammler, Autor, Philanthrop und Stifter der Barnes Foundation | 79    |       |
| 24. Juli | Eugen Bönsch                               | österreichischer Jagdflieger der k.u.k. Luftfahrtruppen im Ersten Weltkrieg                                   | 54    |       |
| 24. Juli | Arno Esch                                  | deutscher Politiker (LDP)                                                                                     | 23    |       |
| 24. Juli | Erich Volkmar                              | deutscher Jurist und Ministerialbeamter                                                                       | 72    |       |
| 25. Juli | Joseph Christian Leyendecker               | US-amerikanischer Zeichner und Illustrator                                                                    | 77    |       |
| 25. Juli | Hans Pernter                               | österreichischer Politiker, Abgeordneter zum Nationalrat                                                      | 63    |       |
| 25. Juli | Henrik Ramsay                              | finnischer Chemiker, Wirtschaftsmanager und Politiker (RKP)                                                   | 65    |       |
| 25. Juli | Robert William Seton-Watson                | britischer Historiker                                                                                         | 71    |       |
| 26. Juli | Otto Furrer                                | Schweizer Wintersportler, Mitbegründer des schweizerischen Wintersportortes Zermatt                           | 47    |       |
| 26. Juli | Franz von Guérard                          | deutscher Verwaltungsbeamter                                                                                  | 82    |       |
| 26. Juli | James Mitchell                             | australischer Politiker, Premierminister und Gouverneur von Western Australia                                 | 85    |       |
| 26. Juli | Maximilian von Pohl                        | deutscher Offizier, zuletzt General der Flieger und Kommandierender General der Luftwaffe                     | 58    |       |
| 26. Juli | Reinhard Strecker                          | deutscher Pädagoge und Politiker                                                                              | 75    |       |
| 26. Juli | Martin E. Trapp                            | US-amerikanischer Politiker                                                                                   | 74    |       |
| 27. Juli | Emile Boreo                                | US-amerikanischer Schauspieler in Theater und Film                                                            |       |       |
| 27. Juli | Joe Cunningham                             | US-amerikanischer Tennisspieler                                                                               | 84    |       |
| 27. Juli | Paul Kogerman                              | estnischer Chemiker                                                                                           | 59    |       |
| 27. Juli | Wilhelm Piechula                           | österreichischer Politiker (CSP), Landtagsabgeordneter                                                        | 78    |       |
| 27. Juli | Bertha Wellin                              | schwedische Politikerin und Frauenrechtlerin                                                                  | 80    |       |
| 27. Juli | Hermann Wolf                               | deutschamerikanischer Rechtsanwalt                                                                            | 71    |       |
| 28. Juli | Kurt Bürger                                | deutscher Politiker, MdV und Ministerpräsident von Mecklenburg                                                | 56    |       |
| 28. Juli | Johann Endt                                | deutschböhmischer Lehrer, Volkskundler und Heimatforscher                                                     | 82    |       |
| 28. Juli | Pauline Martin                             | französische Nonne im Orden der Unbeschuhten Karmelitinnen                                                    | 89    |       |
| 29. Juli | Alewtina Alexandrowna Bilinkina            | sowjetische Vulkanologin und Geologin                                                                         | 29    |       |
| 29. Juli | Walt Brown                                 | US-amerikanischer Rennfahrer                                                                                  | 39    |       |
| 29. Juli | Cecil Green                                | US-amerikanischer Rennfahrer                                                                                  | 31    |       |
| 29. Juli | Margarethe Gütschow                        | deutsche Klassische Archäologin                                                                               | 79    |       |
| 29. Juli | Wilhelm Hamacher                           | deutscher Politiker (Zentrum), MdL, MdB                                                                       | 67    |       |
| 29. Juli | William MacKey                             | US-amerikanischer Rennfahrer                                                                                  | 23    |       |
| 29. Juli | Bernhard Weiß                              | deutscher Polizist und Polizeivizepräsident in Berlin während der Weimarer Republik                           | 70    |       |
| 29. Juli | Ali Sami Yen                               | türkisch-albanischer Fußballspieler, -trainer und Sportfunktionär                                             | 65    |       |
| 30. Juli | Max Kennedy Horton                         | britischer U-Boot-Kommandant im Ersten Weltkrieg und Admiral im Zweiten Weltkrieg                             | 67    |       |
| 30. Juli | Fritz Jessen                               | deutscher Jurist, Industrieller, Bankier und Finanzvorstand der Siemens AG                                    | 64    |       |
| 30. Juli | Assen Raszwetnikow                         | bulgarischer Schriftsteller                                                                                   | 53    |       |
| 31. Juli | Charles Chanson                            | französischer Brigadegeneral im Indochinakrieg                                                                | 49    |       |
| 31. Juli | Otto Frommel                               | deutscher evangelischer Theologe und religiöser Schriftsteller                                                | 80    |       |
| 31. Juli | Emanuel Haldeman-Julius                    | US-amerikanischer Journalist und Verleger                                                                     | 62    |       |
| 31. Juli | Valentin Müller                            | deutscher Arzt                                                                                                | 59    |       |
| 31. Juli | Ángel María Navarro                        | honduranischer römisch-katholischer Geistlicher                                                               | 80    |       |
| 31. Juli | Thái Lập Thành                             | vietnamesischer Gouverneur der profranzösischen Regierung im Indochinakrieg                                   |       |       |
| Juli     | Siegfried Loewenthal                       | deutscher Dermatologe und Strahlentherapeut                                                                   |       |       |

## August
| Tag        | Name                                      | Beruf, bekannt als                                                                     | Alter | Beleg |
| ---------- | ----------------------------------------- | -------------------------------------------------------------------------------------- | ----- | ----- |
| 1. August  | Henri Badoux                              | Schweizer Forstwissenschaftler und Hochschullehrer                                     | 80    |       |
| 1. August  | Joachim von Delbrück                      | deutscher Schriftsteller, Kritiker und Herausgeber                                     | 65    |       |
| 1. August  | Karel Heijting                            | niederländischer Fußballspieler                                                        | 68    |       |
| 2. August  | Maria Artini                              | italienische Ingenieurin                                                               |       |       |
| 2. August  | Heinrich Loewe                            | deutsch-jüdischer Journalist, Bibliothekar und zionistischer Politiker                 | 82    |       |
| 2. August  | John Paine                                | US-amerikanischer Sportschütze                                                         | 81    |       |
| 2. August  | Hermann Tardel                            | deutscher Pädagoge, Literaturhistoriker und Volkskundler                               | 82    |       |
| 2. August  | Max Terr                                  | US-amerikanischer Filmkomponist                                                        | 60    |       |
| 2. August  | August Weyand                             | deutscher Politiker, MdL                                                               | 75    |       |
| 3. August  | Oscar E. Bland                            | US-amerikanischer Jurist und Politiker                                                 | 73    |       |
| 3. August  | Takeshita Shizunojo                       | japanische Haiku-Dichterin                                                             | 64    |       |
| 3. August  | Albert Volkart                            | Schweizer Pflanzenbauwissenschaftler                                                   | 78    |       |
| 3. August  | James Clifton Wilson                      | US-amerikanischer Jurist und Politiker                                                 | 77    |       |
| 4. August  | Ernst von Weizsäcker                      | deutscher Marineoffizier, Diplomat und Politiker                                       | 69    |       |
| 4. August  | Emilie Winkelmann                         | erste freiberufliche deutsche Architektin                                              | 76    |       |
| 5. August  | Hans Baumann                              | deutscher Politiker (NSDAP), MdR                                                       | 76    |       |
| 5. August  | Otto von Bronk                            | deutscher Physiker und Fernsehpionier                                                  | 79    |       |
| 5. August  | Robert M. Müller                          | österreichischer Chemiker                                                              | 54    |       |
| 5. August  | Camillo de Nardis                         | italienischer Komponist, Dirigent und Musikpädagoge                                    | 94    |       |
| 6. August  | François Walker                           | französischer Turner                                                                   | 63    |       |
| 7. August  | Iwan Dimitrow Garufalow                   | bulgarischer Ordensgeistlicher                                                         | 63    |       |
| 7. August  | Wilson D. Gillette                        | US-amerikanischer Politiker                                                            | 71    |       |
| 7. August  | Benjamin C. Hilliard                      | US-amerikanischer Jurist und Politiker                                                 | 83    |       |
| 7. August  | Hans Müllner                              | österreichischer Politiker (SDAP), Landtagsabgeordneter, Abgeordneter zum Nationalrat  | 72    |       |
| 7. August  | Grigori Iwanowitsch Nossow                | russischer Metallurg                                                                   | 45    |       |
| 7. August  | Friedrich Pflughaupt                      | deutscher Filmproduzent, Produktions- und Herstellungsleiter                           | 58    |       |
| 7. August  | Anna Tumarkin                             | russisch-schweizerische Philosophin                                                    | 76    |       |
| 8. August  | Charles Hitchcock Adams                   | US-amerikanischer Chemiker, Holzhändler und Amateur-Astronom                           | 83    |       |
| 8. August  | Robert E. Konrad                          | deutscher Schriftsteller, Lyriker, Übersetzer und Maler                                | 25    |       |
| 8. August  | Ernst Stendel                             | deutscher Jurist und Politiker (DVP, CDU), MdL                                         | 71    |       |
| 8. August  | Carl Still                                | deutscher Maschinenbau-Ingenieur und Unternehmer                                       | 83    |       |
| 9. August  | Walther von Altrock                       | deutscher Ökonom und Sachbuchautor                                                     | 78    |       |
| 9. August  | Tony Gaudio                               | US-amerikanischer Kameramann italienischer Abstammung                                  | 67    |       |
| 9. August  | Otto Raber                                | österreichischer Politiker (NSDAP), MdR                                                | 50    |       |
| 10. August | Wilhelm Büchel                            | liechtensteinischer Landwirt und Politiker                                             | 77    |       |
| 10. August | Wilhelm Kniest                            | deutscher Politiker (DDP, DStP), MdR, MdL                                              | 88    |       |
| 10. August | Agnes Plum                                | deutsche Politikerin (SPD, KPD), MdR                                                   | 82    |       |
| 11. August | Theodor Brinkmann                         | deutscher Agrarwissenschaftler                                                         | 74    |       |
| 11. August | Walter Hahm                               | deutscher Offizier und General der Infanterie im Zweiten Weltkrieg                     | 56    |       |
| 11. August | Melbourne Inman                           | englischer Billard- und Snookerspieler                                                 | 73    |       |
| 11. August | Paul Reiwald                              | deutscher Jurist und Kriminologe                                                       | 56    |       |
| 11. August | Heinrich Schlagewerth                     | deutscher Politiker (USPD, VKPD, KPD), MdR                                             | 61    |       |
| 12. August | Saar de Swart                             | niederländische Kunstmäzenin und Bildhauerin                                           | 90    |       |
| 13. August | Vyvyan Adams                              | britischer Politiker (Conservative Party)                                              | 51    |       |
| 13. August | Mykola Hrunskyj                           | ukrainischer Philologe und Universitätsrektor                                          | 78    |       |
| 13. August | Giovanni Patroni                          | italienischer Archäologe                                                               | 81    |       |
| 13. August | Heinrich Schmitt                          | deutscher Politiker (KPD), MdR                                                         | 55    |       |
| 13. August | Andreas Sprecher von Bernegg              | Schweizer Pflanzenbauwissenschaftler und Fachautor                                     | 79    |       |
| 14. August | William Randolph Hearst                   | US-amerikanischer Verleger und Medienzar                                               | 88    |       |
| 14. August | Otoniel Mota                              | brasilianischer Altphilologe, Romanist, Lusitanist, Grammatiker und Übersetzer         | 73    |       |
| 14. August | Georg Srowig                              | deutscher Politiker (SPD) in der Weimarer Republik                                     | 71    |       |
| 14. August | William E. Tou Velle                      | US-amerikanischer Politiker                                                            | 88    |       |
| 14. August | Carl Friedrich Uebelen                    | deutscher Textilindustrieller und Industrieverbandsfunktionär                          | 78    |       |
| 15. August | Chen Jie                                  | chinesischer Politiker und Diplomat                                                    |       |       |
| 15. August | Sidney Dancoff                            | US-amerikanischer theoretischer Physiker                                               | 37    |       |
| 15. August | Armin Diem                                | österreichischer Mundartdichter                                                        | 48    |       |
| 15. August | Ernst Dröner                              | deutscher Politiker (SPD)                                                              | 72    |       |
| 15. August | Sante Geminiani                           | italienischer Motorradrennfahrer                                                       | 31    |       |
| 15. August | Gianni Leoni                              | italienischer Motorradrennfahrer                                                       | 36    |       |
| 15. August | Paul Alfred Merbach                       | deutscher Schriftsteller, Dramaturg, Theaterwissenschaftler und Journalist.            | 70    |       |
| 15. August | Artur Schnabel                            | österreichischer Pianist und Komponist                                                 | 69    |       |
| 16. August | Viktor Blaess                             | deutscher Maschinenbau-Ingenieur                                                       | 74    |       |
| 16. August | Eduardo Chibás                            | kubanischer Politiker, Gründer der Orthodoxen Partei                                   | 43    |       |
| 16. August | Hermann Drechsler                         | deutscher Redakteur, Kommunalpolitiker (USPD/KPD/SED)                                  | 75    |       |
| 16. August | Du Yuesheng                               | Anführer der Grünen Bande, einer Triade in Shanghai                                    |       |       |
| 16. August | Louis Jouvet                              | französischer Schauspieler, Regisseur, Schauspiellehrer und Theaterleiter              | 63    |       |
| 16. August | Tage Skogsberg                            | schwedisch-US-amerikanischer Meeresbiologe, Ozeanograf und Hochschullehrer             | 63    |       |
| 16. August | Hector Tiberghien                         | belgischer Radrennfahrer                                                               | 61    |       |
| 17. August | Winston Dugan, 1. Baron Dugan of Victoria | britischer Generalmajor und Gouverneur von Victoria und South Australia                | 74    |       |
| 17. August | Hermann Nachbaur                          | österreichischer Politiker (LB, VF), Landtagsabgeordneter und Landesrat von Vorarlberg | 68    |       |
| 17. August | Ray Wetzel                                | amerikanischer Jazzmusiker                                                             | 26    |       |
| 18. August | Eduardo Flaquer                           | spanischer Tennisspieler                                                               | 56    |       |
| 18. August | Heinrich Havemann                         | deutscher Politiker (DVP), MdR                                                         | 80    |       |
| 18. August | Otto Menet                                | Schweizer Organist, Gesangspädagoge und Komponist                                      | 77    |       |
| 18. August | Friedrich Profit                          | deutscher Politiker                                                                    | 77    |       |
| 19. August | Adolf von Achenbach                       | preußischer Landrat und Politiker                                                      | 85    |       |
| 19. August | Paul Bismark                              | deutscher Politiker (SPD, SED)                                                         | 63    |       |
| 19. August | Walter Bloem                              | deutscher Schriftsteller                                                               | 83    |       |
| 19. August | Ferenc Chalupetzky                        | ungarischer Schachautor und Schachspieler                                              | 65    |       |
| 19. August | Florian Graf                              | österreichischer Politiker (CSP), Abgeordneter zum Nationalrat                         | 61    |       |
| 19. August | Władysław Wróblewski                      | polnischer Politiker und Diplomat                                                      | 76    |       |
| 20. August | Charles Miller                            | US-amerikanischer Radsportler                                                          | 76    |       |
| 20. August | Hugh Tweedie                              | britischer Admiral                                                                     | 74    |       |
| 21. August | Jakob Böser                               | deutscher Heimatforscher und Lehrer                                                    | 75    |       |
| 21. August | Raoul Dautry                              | französischer Ingenieur und Politiker                                                  | 70    |       |
| 21. August | Gustav Davis                              | österreichischer Journalist und Zeitungsherausgeber                                    | 95    |       |
| 21. August | Constant Lambert                          | englischer Dirigent und Komponist                                                      | 45    |       |
| 21. August | Wilhelm Stracke                           | deutscher Politiker des Zentrum                                                        | 71    |       |
| 22. August | Harry Blackstaffe                         | britischer Ruderolympiasieger                                                          | 83    |       |
| 22. August | Johannes Kirschweng                       | deutscher katholischer Priester und Schriftsteller                                     | 50    |       |
| 22. August | Georg Maikl                               | österreichischer Opernsänger                                                           | 79    |       |
| 23. August | George Grey Turner                        | englischer Chirurg                                                                     | 73    |       |
| 23. August | Ludwig Kofler                             | österreichischer Pharmakologe und Erfinder                                             | 59    |       |
| 24. August | Georges Achille-Fould                     | französische Malerin                                                                   | 83    |       |
| 24. August | Alfred Bertholet                          | Schweizer reformierter Theologe                                                        | 82    |       |
| 24. August | Jakob Fellin                              | österreichischer Bibliothekar                                                          | 82    |       |
| 24. August | Johannes Heinrich Gebauer                 | deutscher Gymnasiallehrer, Archivar und Lokalhistoriker                                | 83    |       |
| 24. August | Brian Penton                              | australischer Schriftsteller und Journalist                                            | 47    |       |
| 24. August | Henri Rivière                             | französischer Künstler und Designer                                                    | 87    |       |
| 24. August | Antonio Sánchez de Bustamante y Sirvén    | kubanischer Rechtswissenschaftler                                                      | 86    |       |
| 24. August | Louis Waizman                             | österreichisch-kanadischer Komponist, Bratschist, Posaunist, Pianist und Musikpädagoge | 87    |       |
| 25. August | Fritz Karsen                              | deutscher Pädagoge                                                                     | 65    |       |
| 25. August | Walther Krötzsch                          | deutscher Zeichenlehrer                                                                | 73    |       |
| 25. August | Heinrich Kürbis                           | deutscher Politiker (SPD)                                                              | 78    |       |
| 25. August | John J. McGrath                           | US-amerikanischer Politiker                                                            | 79    |       |
| 26. August | Bill Barilko                              | kanadischer Eishockeyspieler                                                           | 24    |       |
| 26. August | Ernest Clark                              | britischer Beamter und Gouverneur von Tasmanien                                        | 87    |       |
| 26. August | Heinrich Gleumes                          | deutscher Geistlicher, Weihbischof in Münster                                          | 54    |       |
| 26. August | Paul Schwarz                              | deutscher Diplomat                                                                     | 69    |       |
| 27. August | Arthur Ball                               | US-amerikanischer Kameramann und Filmtechnikpionier                                    | 57    |       |
| 27. August | Marta Czeschka                            | Gestalterin                                                                            | 63    |       |
| 27. August | Frank Fellows                             | US-amerikanischer Politiker                                                            | 61    |       |
| 28. August | Margaret Clay Ferguson                    | US-amerikanische Pflanzenphysiologin                                                   | 88    |       |
| 28. August | Carl Renninger                            | Oberbürgermeister von Mannheim                                                         | 70    |       |
| 28. August | Georg Steindorff                          | deutscher Ägyptologe                                                                   | 89    |       |
| 28. August | Robert Walker                             | US-amerikanischer Schauspieler                                                         | 32    |       |
| 29. August | Arthur Bollert                            | deutscher Verwaltungsbeamter und -richter                                              | 81    |       |
| 29. August | Anton Wilhelm Brøgger                     | norwegischer Prähistoriker und Politiker, Mitglied des Storting                        | 66    |       |
| 29. August | Marie Buckwitz                            | österreichische Chemikerin und Sprachpädagogin                                         | 61    |       |
| 29. August | Werner Reinhart                           | Schweizer Industrieller und Mäzen                                                      | 67    |       |
| 29. August | Erich Wagler                              | deutscher Ichthyologe                                                                  | 66    |       |
| 30. August | Constance Clyde                           | neuseeländisch-australische Journalistin, Autorin und Frauenrechtlerin                 | 79    |       |
| 30. August | Erich Emminger                            | deutscher Politiker (Zentrum, BVP), MdR                                                | 71    |       |
| 30. August | Konstantin Märska                         | estnischer Filmregisseur                                                               | 55    |       |
| 30. August | Heinrich Notz                             | deutscher Ingenieur                                                                    | 62    |       |
| 30. August | Thomas Harvey Johnston                    | australischer Parasitologe                                                             | 69    |       |
| 30. August | Carry Pothuis-Smit                        | niederländische Lehrerin, Publizistin und Politikerin                                  | 79    |       |
| 30. August | Samuel Sharman                            | US-amerikanischer Sportschütze                                                         | 81    |       |
| 30. August | Jadwiga Wołoszyńska                       | polnische Botanikerin und Hochschullehrerin                                            | 69    |       |
| 31. August | Stephan Buger                             | österreichischer Politiker (SDAPDÖ)                                                    | 73    |       |
| 31. August | Abraham Cahan                             | amerikanischer Journalist, Publizist und Schriftsteller                                | 91    |       |
| 31. August | Josef Hollersbacher                       | österreichischer Politiker                                                             | 72    |       |
| 31. August | Johann Schubert                           | deutscher Mikrobiologe, Hygieniker und Hochschullehrer                                 | 45    |       |
| August     | Georgette Bréjean-Silver                  | französische Opernsängerin (Koloratursopran)                                           | 80    |       |
| August     | Ebbe Hamerik                              | dänischer Komponist und Dirigent                                                       | 52    |       |

## September
| Tag           | Name                          | Beruf, bekannt als                                                                                              | Alter | Beleg |
| ------------- | ----------------------------- | --- | ----- | ----- |
| 1. September  | Ernst Delaquis                | Schweizer Rechtswissenschaftler und Hochschullehrer                                                             | 72    |       |
| 1. September  | Fritz Halberg-Krauss          | deutscher Landschaftsmaler                                                                                      | 77    |       |
| 1. September  | Louis Lavelle                 | französischer Philosoph                                                                                         | 68    |       |
| 1. September  | Nellie McClung                | kanadische Feministin, Autorin, Politikerin und Sozialaktivistin                                                | 77    |       |
| 1. September  | Heinrich Maria Martin Schäfer | deutscher Jurist und Politiker                                                                                  | 71    |       |
| 1. September  | Heinrich Schumann             | deutscher Verwaltungsjurist in Preußen, Landrat in Insterburg                                                   | 70    |       |
| 1. September  | Albert C. Vaughn              | US-amerikanischer Politiker                                                                                     | 56    |       |
| 1. September  | Wols                          | deutscher Maler, Zeichner, Grafiker und Fotograf                                                                | 38    |       |
| 1. September  | Theo Wynsdau                  | belgischer Radrennfahrer                                                                                        | 56    |       |
| 1. September  | Carl William Zweck            | deutscher Architekt in Leipzig                                                                                  | 72    |       |
| 2. September  | Karl Anlauf                   | deutscher Journalist, nationalistischer Kulturpolitiker in Hannover                                             | 74    |       |
| 2. September  | Joseph Avenol                 | französischer Generalsekretär des Völkerbundes                                                                  | 72    |       |
| 2. September  | Maurice Bonney                | französischer Radrennfahrer                                                                                     | 52    |       |
| 2. September  | Fred Gaisberg                 | US-amerikanischer Schallplattenproduzent                                                                        | 78    |       |
| 2. September  | Wladimir von Hartlieb         | österreichischer Schriftsteller                                                                                 | 64    |       |
| 2. September  | Edmund MacDonald              | US-amerikanischer Schauspieler                                                                                  | 43    |       |
| 2. September  | Jan Mautner                   | tschechischer Häftling                                                                                          | 38    |       |
| 2. September  | Felix Stiegele                | deutscher Geistlicher und Politiker (Zentrum), MdR                                                              | 70    |       |
| 3. September  | Jakob Jatzwauk                | Bibliothekar und Slawist                                                                                        | 66    |       |
| 3. September  | Theodor Roemer                | deutscher Agrarwissenschaftler                                                                                  | 67    |       |
| 3. September  | Howard Steward                | kanadischer Curler                                                                                              | 82    |       |
| 3. September  | Richard Streng                | deutscher Verwaltungsjurist und Politiker                                                                       | 75    |       |
| 3. September  | Serge Voronoff                | russisch-französischer Chirurg                                                                                  |       |       |
| 4. September  | Louis Adamic                  | US-amerikanischer Journalist und Schriftsteller                                                                 | 52    |       |
| 4. September  | August Albert                 | deutscher Chemiker und Hochschullehrer                                                                          | 68    |       |
| 4. September  | Walther Heinrich Vogt         | deutscher Mediävist                                                                                             | 73    |       |
| 4. September  | Leo Waibel                    | deutscher Geograph                                                                                              | 63    |       |
| 5. September  | Mário Eloy                    | portugiesischer Maler der Moderne                                                                               | 51    |       |
| 5. September  | Alexander McCulloch           | britischer Ruderer                                                                                              | 63    |       |
| 5. September  | Militza von Montenegro        | Mitglied aus dem Haus Petrović-Njegoš                                                                           | 85    |       |
| 5. September  | Karl Stolte                   | deutscher Arzt und Diabetologe                                                                                  | 70    |       |
| 6. September  | James W. Gerard               | US-amerikanischer Diplomat und Jurist                                                                           | 84    |       |
| 6. September  | Gustav Gnauck                 | deutscher Komponist und Verleger                                                                                | 85    |       |
| 6. September  | Theodor Hiller                | deutscher Maler und Architekt                                                                                   | 65    |       |
| 6. September  | Winifred Edgerton Merrill     | US-amerikanische Lehrerin und Mathematikerin                                                                    | 88    |       |
| 6. September  | Karl Slevogt                  | deutscher Konstrukteur, Automobilpionier und -rennfahrer                                                        | 74    |       |
| 6. September  | Joan Vollmer Adams            | US-amerikanische Muse und Ehefrau von William S. Burroughs                                                      |       |       |
| 7. September  | Adolf Bühler                  | Schweizer Bauingenieur                                                                                          | 69    |       |
| 7. September  | Erich Günther                 | deutscher Pädagoge                                                                                              | 65    |       |
| 7. September  | Fritz Haussmann               | deutscher NS-Funktionär, Oberbürgermeister von Tübingen                                                         | 78    |       |
| 7. September  | María Montez                  | dominikanische Schauspielerin                                                                                   | 39    |       |
| 7. September  | Harry Schmidt                 | deutscher Mathematiker und Hochschullehrer                                                                      | 57    |       |
| 7. September  | John French Sloan             | US-amerikanischer Maler                                                                                         | 80    |       |
| 8. September  | Karl Engert                   | Vizepräsident am „Volksgerichtshof“ und SS-Oberführer                                                           | 73    |       |
| 8. September  | Franz Konrad                  | österreichischer SS-Hauptsturmführer                                                                            | 45    |       |
| 8. September  | Leo Leux                      | deutscher Komponist                                                                                             | 58    |       |
| 8. September  | Friedrich Petri               | deutscher Philologe                                                                                             | 85    |       |
| 8. September  | W. Aubrey Thomas              | US-amerikanischer Politiker (Republikanische Partei)                                                            | 85    |       |
| 9. September  | Kurt Arnhold                  | deutsch-brasilianischer Unternehmer und Sammler                                                                 | 64    |       |
| 9. September  | Gibson Gowland                | englischer Schauspieler                                                                                         | 74    |       |
| 9. September  | Christian Grommes             | deutscher Jurist und Politiker                                                                                  | 67    |       |
| 9. September  | Hermann Klasing               | deutscher Schriftsteller, Rechtsanwalt und Notar                                                                | 92    |       |
| 9. September  | Hubert Pilčík                 | tschechischer Massenmörder                                                                                      | 56    |       |
| 9. September  | Adam Remmele                  | deutscher Politiker (SPD), MdR, Konsumgenossenschafter                                                          | 73    |       |
| 10. September | Dora Menzler                  | deutsche Gymnastiklehrerin                                                                                      | 76    |       |
| 10. September | Giuseppe Mulè                 | italienischer Dirigent, Komponist und Musikpädagoge                                                             | 66    |       |
| 10. September | Hugo Peitsch                  | deutscher Kunstturner                                                                                           | 72    |       |
| 10. September | Johann Soelch                 | österreichischer Geograph                                                                                       | 67    |       |
| 12. September | Heinrich Alfter               | deutscher Politiker (CDU), MdL                                                                                  | 56    |       |
| 12. September | Fernand Canelle               | französischer Fußballspieler                                                                                    | 69    |       |
| 12. September | Max von Fioresi-Weinfeld      | Südtiroler Notar                                                                                                | 58    |       |
| 12. September | Friedrich zu Solms-Baruth     | deutscher Adliger und Widerstandskämpfer des 20. Juli 1944                                                      | 65    |       |
| 12. September | Walter Tiemann                | deutscher Buchkünstler, Schriftgestalter, Typograf, Grafiker und Illustrator                                    | 75    |       |
| 13. September | Roelof van Lennep             | niederländischer Tennisspieler                                                                                  | 74    |       |
| 13. September | Joseph Münsterer              | deutscher Jurist, Beamter und Politiker                                                                         | 65    |       |
| 13. September | Karl Rasche                   | deutscher SS-Obersturmbannführer, Sprecher der Dresdner Bank in der Zeit des Nationalsozialismus                | 59    |       |
| 13. September | Arthur Szyk                   | US-amerikanisch-polnischer Künstler                                                                             | 57    |       |
| 14. September | James Langstaff Bowman        | kanadischer Politiker, Unterhausmitglied, Unterhaussprecher, Curler                                             | 71    |       |
| 14. September | Fritz Busch                   | deutscher Dirigent                                                                                              | 61    |       |
| 14. September | Lorenz Fränzl                 | Fotograf und Verleger                                                                                           | 72    |       |
| 14. September | Carl Herz                     | deutscher Politiker                                                                                             | 74    |       |
| 14. September | Walther Ziesemer              | deutscher Germanist, Diplomatiker und Sprachforscher                                                            | 69    |       |
| 15. September | Jacinto Guerrero              | spanischer Komponist                                                                                            | 56    |       |
| 15. September | Richard Mahn                  | deutscher Kunstmaler                                                                                            | 84    |       |
| 15. September | Hans Rønne                    | dänischer Turner                                                                                                | 63    |       |
| 15. September | Albert Schaefer-Ast           | deutscher Zeichner und Karikaturist                                                                             | 61    |       |
| 15. September | Konrad von der Schmitt        | deutscher Politiker (KPD), MdL                                                                                  | 64    |       |
| 16. September | Carl Brockhausen              | österreichischer Verwaltungsjurist                                                                              | 92    |       |
| 16. September | Walter Naylor Davis           | US-amerikanischer Politiker                                                                                     | 74    |       |
| 16. September | Adolf Kaschny                 | deutscher Politiker (Zentrum, CDU), MdL                                                                         | 70    |       |
| 16. September | Adolf Welti                   | Schweizer Politiker                                                                                             | 74    |       |
| 17. September | Hans Hladnik                  | österreichischer Politiker (SPÖ), Mitglied des Bundesrates                                                      | 51    |       |
| 17. September | Tyra Kleen                    | schwedische Künstlerin und Schriftstellerin                                                                     | 77    |       |
| 17. September | Wilhelm Wolff                 | deutscher Geologe und Heimatdichter                                                                             | 79    |       |
| 17. September | Jimmy Yancey                  | US-amerikanischer Blues- und Boogie Woogie-Pianist                                                              | 53    |       |
| 18. September | Gottfried von Dryander        | deutscher Jurist, Verwaltungsbeamter und Politiker (DNVP), MdR                                                  | 74    |       |
| 18. September | Constant Huret                | französischer Radrennfahrer                                                                                     | 81    |       |
| 18. September | Pamela Colman Smith           | US-amerikanisch-britische Künstlerin und Autorin                                                                | 73    |       |
| 19. September | Roy H. Thorpe                 | US-amerikanischer Politiker                                                                                     | 76    |       |
| 20. September | Lluís Gonzaga Jordà i Rossell | katalanischer Pianist, Komponist                                                                                | 82    |       |
| 21. September | Johannes Harting              | deutscher Optiker und Physiker                                                                                  | 83    |       |
| 21. September | Engelbert Milde               | deutscher Sänger                                                                                                | 66    |       |
| 21. September | John P. O’Brien               | US-amerikanischer Politiker                                                                                     | 78    |       |
| 21. September | Richard Reinhard Emil Schorr  | deutscher Astronom und Hochschullehrer                                                                          | 84    |       |
| 22. September | Willy Abel                    | deutscher Konstrukteur und Erfinder                                                                             | 75    |       |
| 22. September | Plinio Colombi                | Schweizer Kunstmaler und Grafiker                                                                               | 78    |       |
| 22. September | Allen Sisson                  | US-amerikanischer Old-Time-Musiker                                                                              | 78    |       |
| 22. September | Johannes Thiele               | deutscher Polizist und SS-Führer                                                                                | 61    |       |
| 22. September | Émile Topsent                 | französischer Zoologe                                                                                           | 89    |       |
| 22. September | Friedrich Völtzer             | deutscher Politiker                                                                                             | 56    |       |
| 23. September | Karl Barth                    | deutscher Architekt und Stadtplaner                                                                             | 74    |       |
| 23. September | Siegfried Bettmann            | britischer Fahrrad-, Motorrad- und Autohersteller                                                               | 88    |       |
| 23. September | Max Hachenburg                | deutscher Jurist                                                                                                | 90    |       |
| 23. September | Georg Weiß                    | deutscher Pädagoge                                                                                              | 65    |       |
| 24. September | Nan Blakstone                 | US-amerikanische Jazzsängerin                                                                                   |       |       |
| 24. September | Karl Bonatz                   | deutscher Architekt und Baubeamter                                                                              | 69    |       |
| 24. September | Koizumi Matajirō              | japanischer Politiker                                                                                           | 86    |       |
| 24. September | Conny Stanzl                  | deutscher Volkssänger und Humorist                                                                              | 81    |       |
| 25. September | Ernest Gillick                | britischer Bildhauer und Medailleur                                                                             | 76    |       |
| 25. September | Anton Higi                    | Schweizer Architekt                                                                                             | 66    |       |
| 25. September | Hans Naumann                  | deutscher germanistischer Mediävist und Volkskundler                                                            | 65    |       |
| 26. September | Montagu Allan                 | kanadischer Bankier, Schiffseigner und Sportförderer                                                            | 90    |       |
| 26. September | Hans Cloos                    | deutscher Geologe                                                                                               | 65    |       |
| 27. September | Abdel Fattah Yahya Pascha     | ägyptischer Politiker, Premierminister                                                                          | ≈75   |       |
| 27. September | Hugo Dietrich                 | Rechtsanwalt und Notar, Hausjurist des Flick-Konzerns                                                           | 54    |       |
| 27. September | Charles Lane Poor             | US-amerikanischer Astronom und Astrophysiker                                                                    | 85    |       |
| 27. September | Otto Stickl                   | deutscher Hygieniker und Hochschullehrer                                                                        | 54    |       |
| 27. September | Augusto de Vasconcelos        | portugiesischer Politiker                                                                                       | 84    |       |
| 28. September | Carl Albert Andersen          | norwegischer Leichtathlet                                                                                       | 75    |       |
| 29. September | Araki Mitsutarō               | japanischer Volkswirtschaftler                                                                                  | 57    |       |
| 29. September | Walther Gottfried Klucke      | deutscher Schriftsteller                                                                                        | 52    |       |
| 29. September | Evan Roberts                  | britischer (walisischer) Evangelist und Erweckungsprediger                                                      | 73    |       |
| 30. September | Arthur Hoger                  | deutscher Apotheker                                                                                             | 76    |       |
| 30. September | Artur Adolf Konradi           | Handelsattaché der deutschen Gesandtschaft in Rumänien und Generalsekretär der rumänisch-deutschen Handelska... | 71    |       |
| 30. September | Gerald Mason                  | britischer Lacrossespieler                                                                                      | 74    |       |
| 30. September | Georg Pauly                   | deutscher Stadtbaurat                                                                                           | 86    |       |
| September     | József Divéky                 | ungarischer Grafiker und Designer                                                                               |       |       |